# 수프리에르구

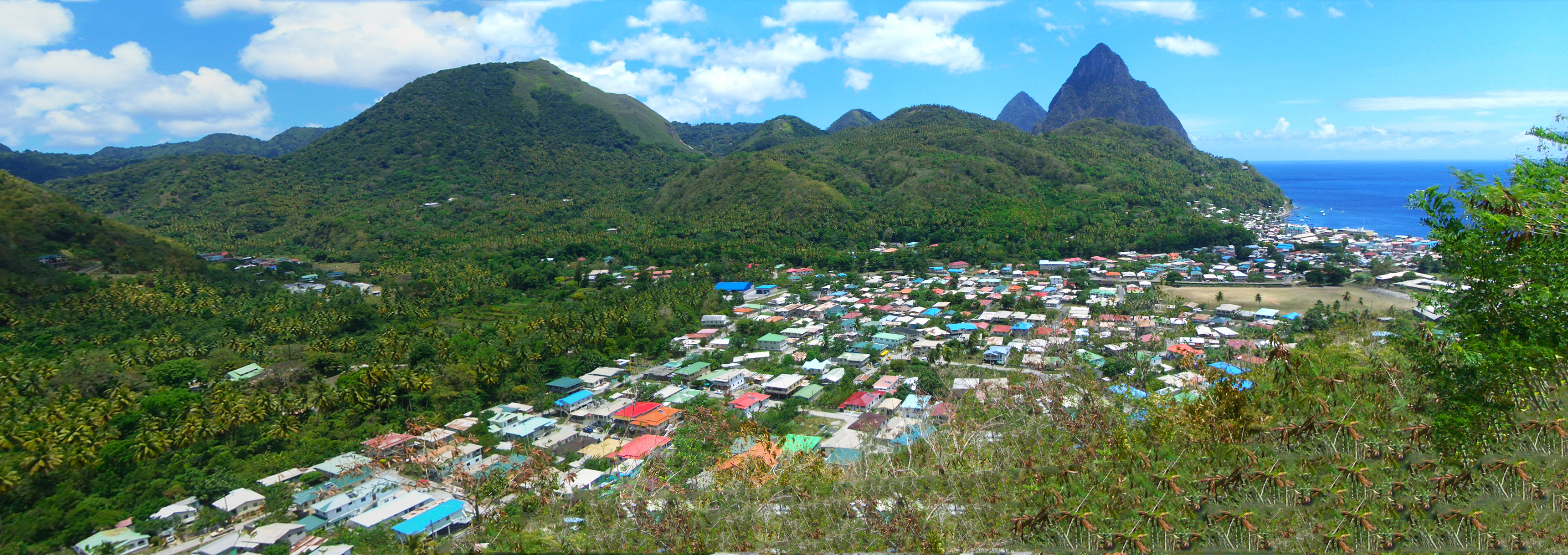
수프리에르 구

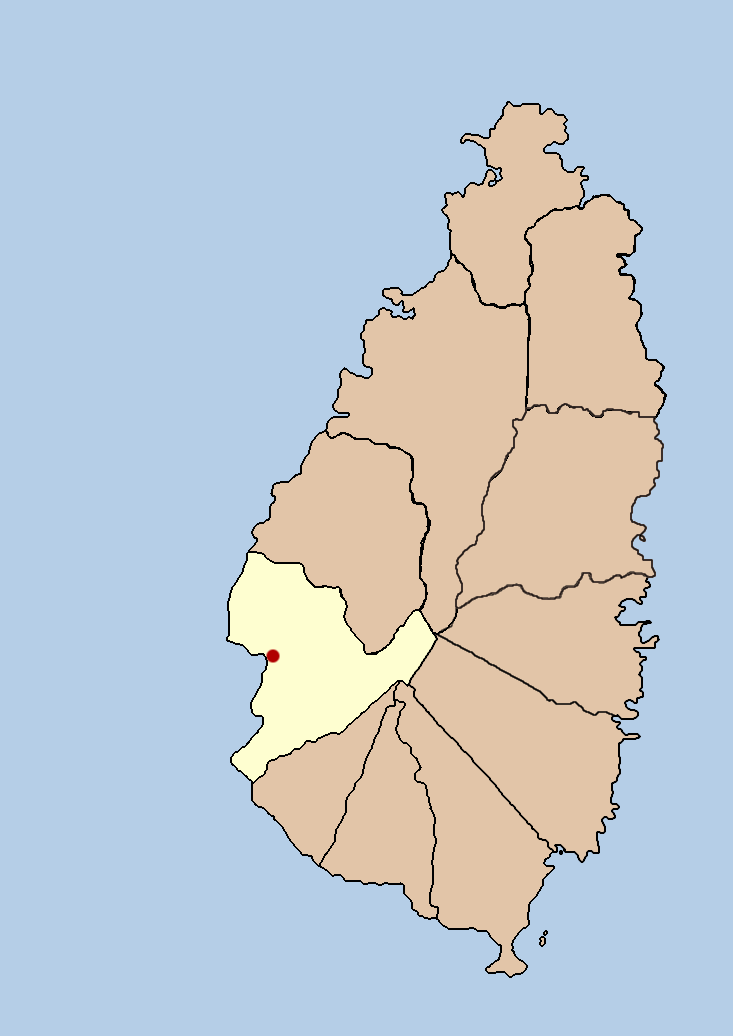
수프리에르 구의 위치

수프리에르구(영어: Soufrière Quarter)는 세인트루시아 남서부에 위치한 구로 면적은 51km2, 인구는 7,328명(2001년 기준)이다.